# I Liceum Ogólnokształcące im. Jarosława Dąbrowskiego w Tomaszowie Mazowieckim
I Liceum Ogólnokształcące im. Jarosława Dąbrowskiego – najstarsza szkoła ponadpodstawowa w Tomaszowie Mazowieckim. Jedna z dwóch w mieście od lat odnotowywanych w rankingu najlepszych polskich szkół „Perspektyw”.

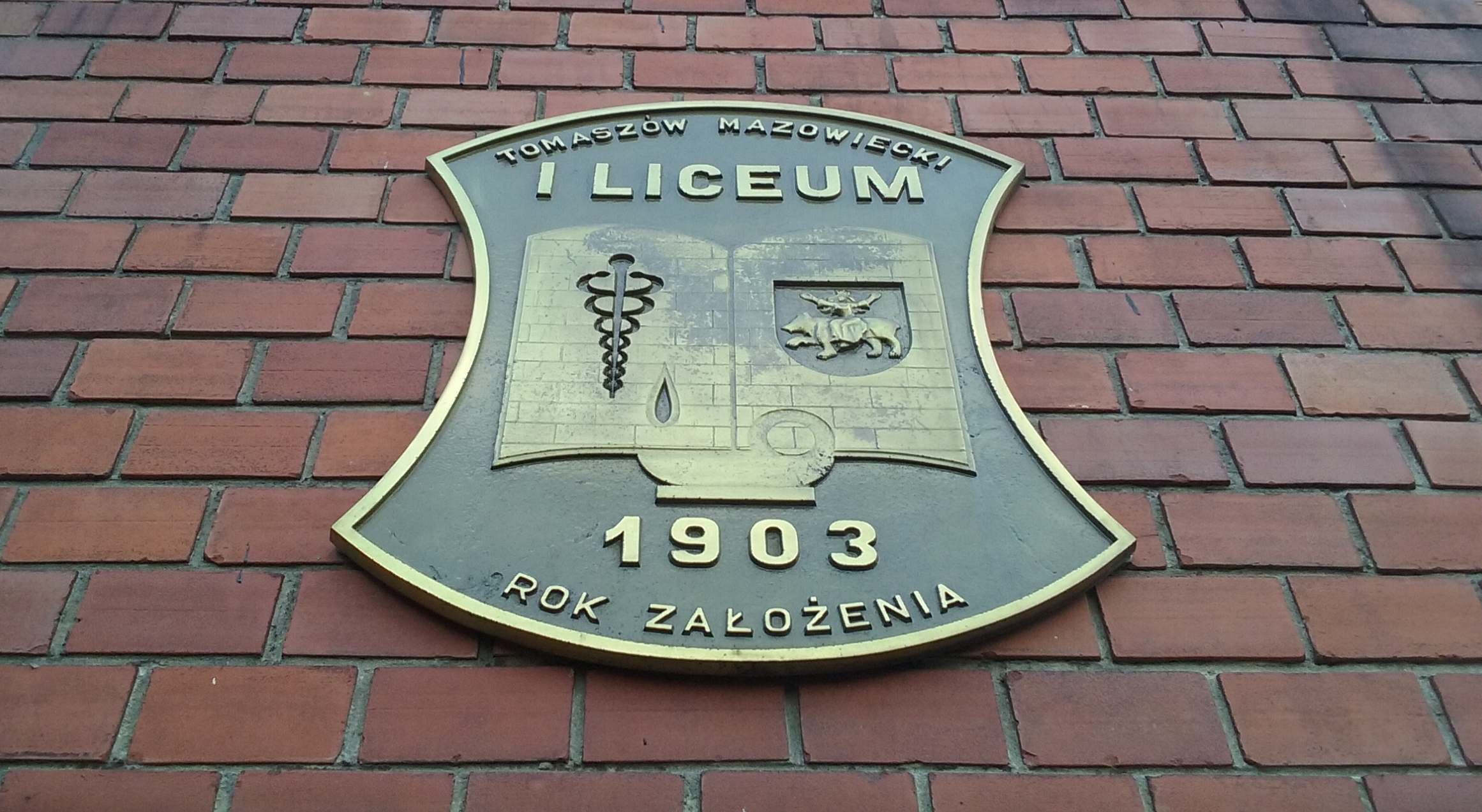
Herb I LO, jego zminiaturyzowaną formę noszą licealistki i licealiści w klapie mundurka

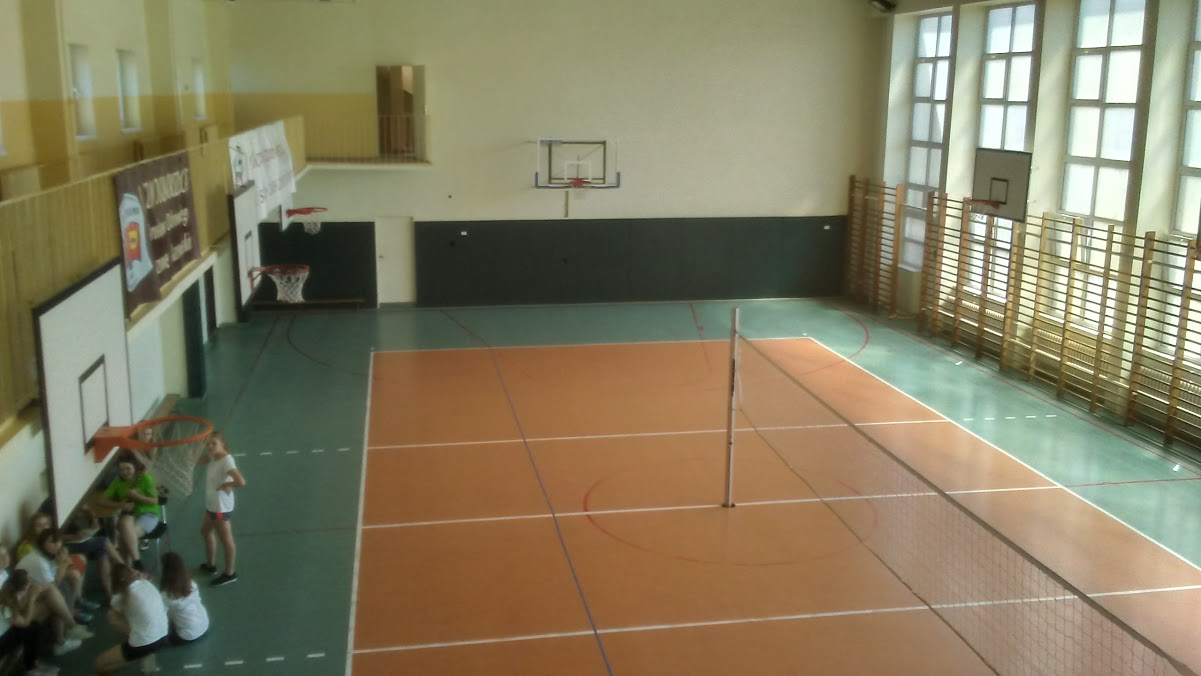
Sala gimnastyczna

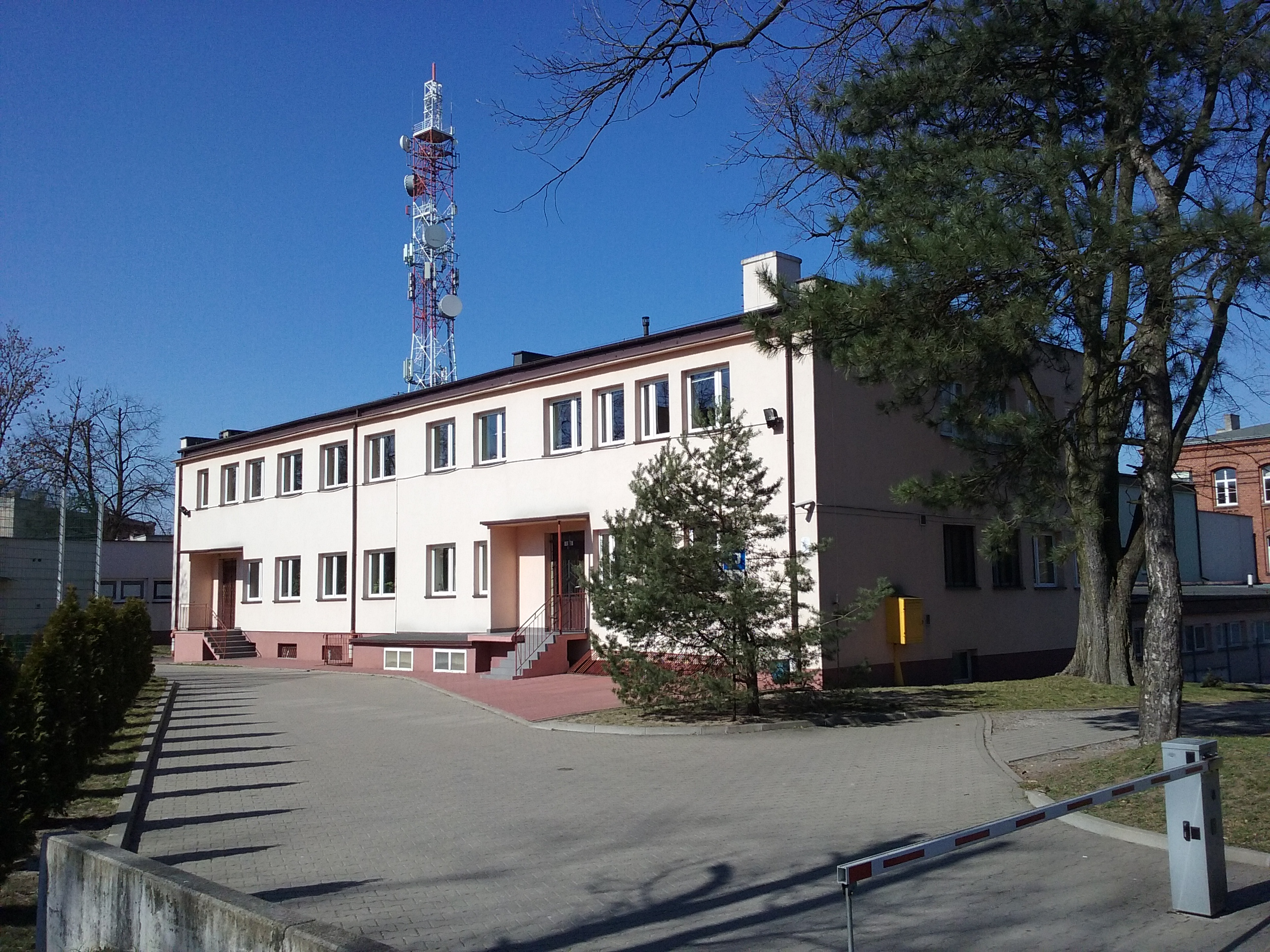
Stołówka szkolna

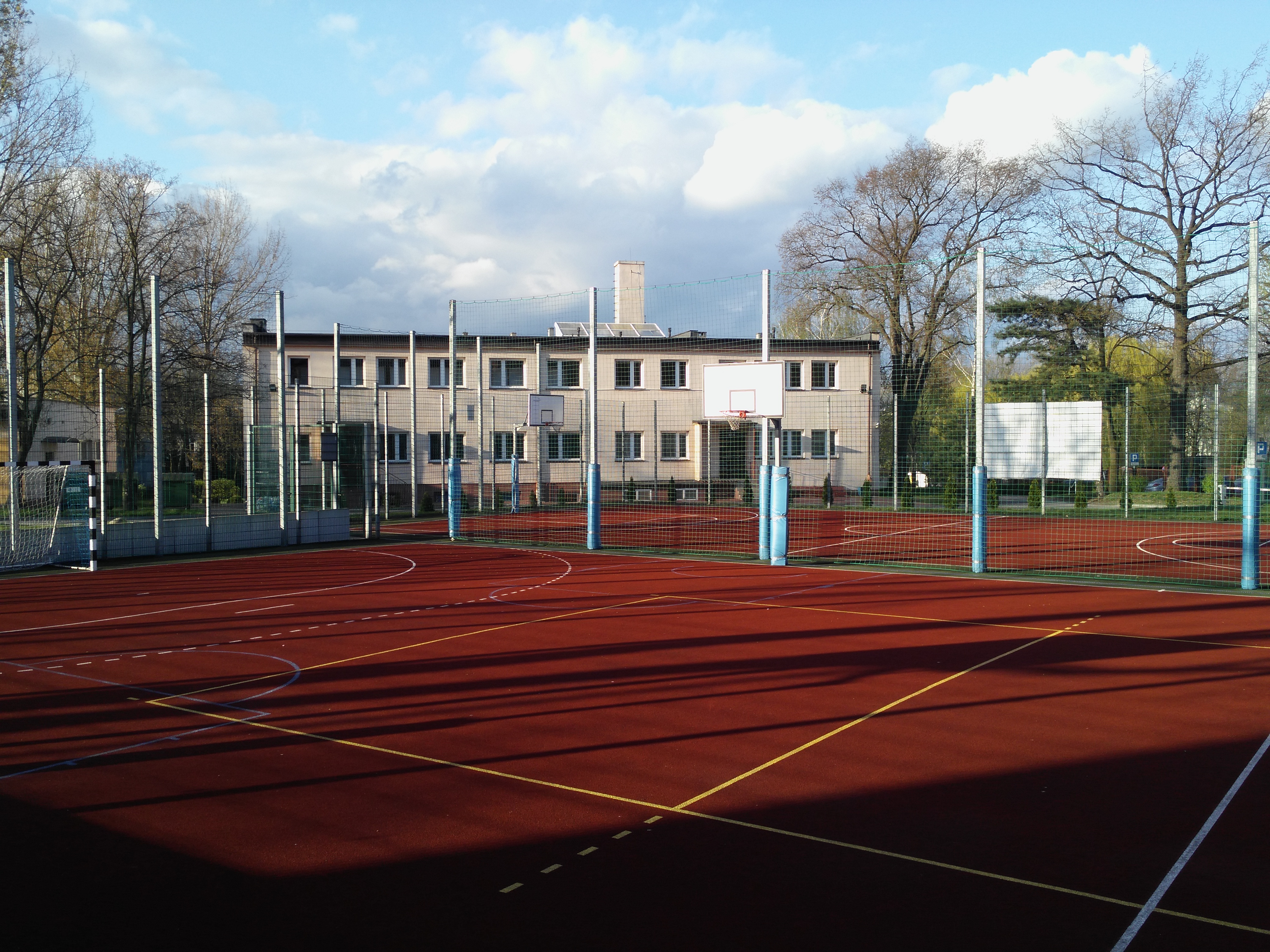
Boiska za szkołą

## Historia

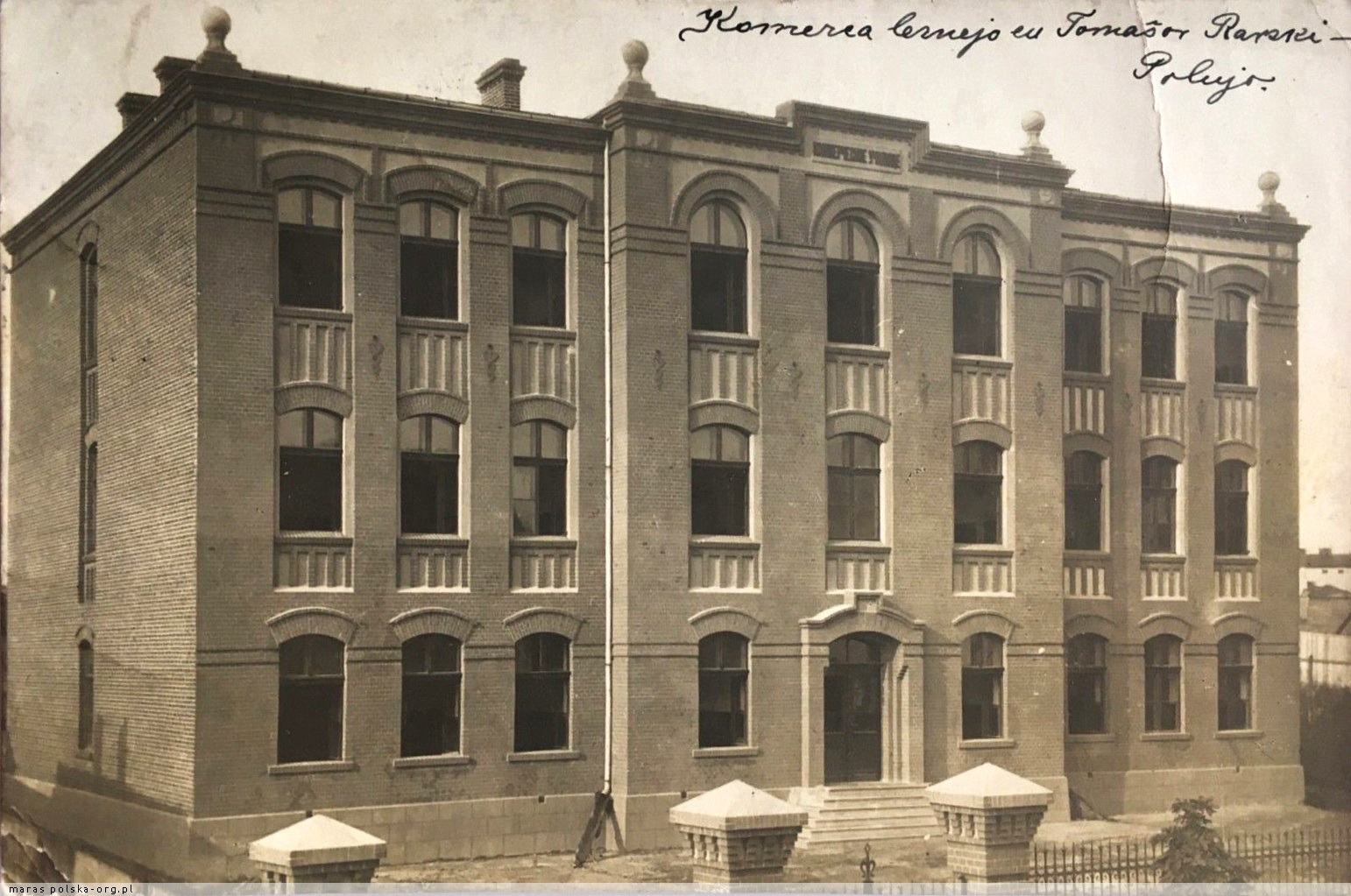
Gmach szkoły na początku XX wieku

Szkoła powstała w 1903 roku. Składała się z siedmiu klas i nosiła nazwę Szkoły Handlowej Stowarzyszonych Kupców Handlowych. Budowa głównego budynku została sfinansowana przez tomaszowskich fabrykantów z rodzin:
- Landsbergów;
- Furstenwaldów;
- Pieschów;
- Halpernów;
- Morsztynkiewiczów.

Do strajku szkolnego w 1905 roku byli oni głównymi darczyńcami szkoły.
Po inauguracji utworzona została Rada Opiekuńcza Szkoły. Pierwszym jej prezesem został dr Jan Rode. Szkoła do 1905 roku posiadała dotację państwową. Warunkiem jej przyznania było utrzymanie języka rosyjskiego jako wykładowego. Również pierwszym dyrektorem szkoły został Rosjanin – J. Dobrowolski.

### Strajk szkolny przeciwko rusyfikacji
Zaledwie dwa lata po utworzeniu szkoły doszło w niej do strajku. Zainicjował go uczeń Lucjan Szuster. Młodzież protestowała przeciwko językowi rosyjskiemu jako językowi wykładanemu. Postulowała również wprowadzenie do programu nauczania historii Polski i zniesienie dozoru policyjnego nad młodzieżą. Z pomocą uczniom pospieszył konserwatywny działacz katolicki – Juliusz hrabia Ostrowski – potomek założycieli miasta. Zadeklarował władzom oświatowym, że wpłaci 2 tysiące rubli w srebrze, jeśli wydadzą zgodę na wprowadzenie języka polskiego. Władze ugięły się pod presją społeczeństwa i wprowadzono do szkół język polski jako główny. Szkoła straciła jednak dotację państwową. Po falach strajków z 1905 roku zmieniono również dyrektora – pierwszym polskim dyrektorem został Ludwik Kowalczewski. Po wprowadzeniu języka polskiego jako wykładanego, oraz wymianie dyrekcji na polską – część darczyńców wycofała się ze sprawowania opieki nad szkołą. Zaczęła się ona borykać z trudnościami finansowymi. W 1912 zrezygnowano z koedukacyjnych klas tworząc jedynie klasy żeńskie.

### U progu niepodległości

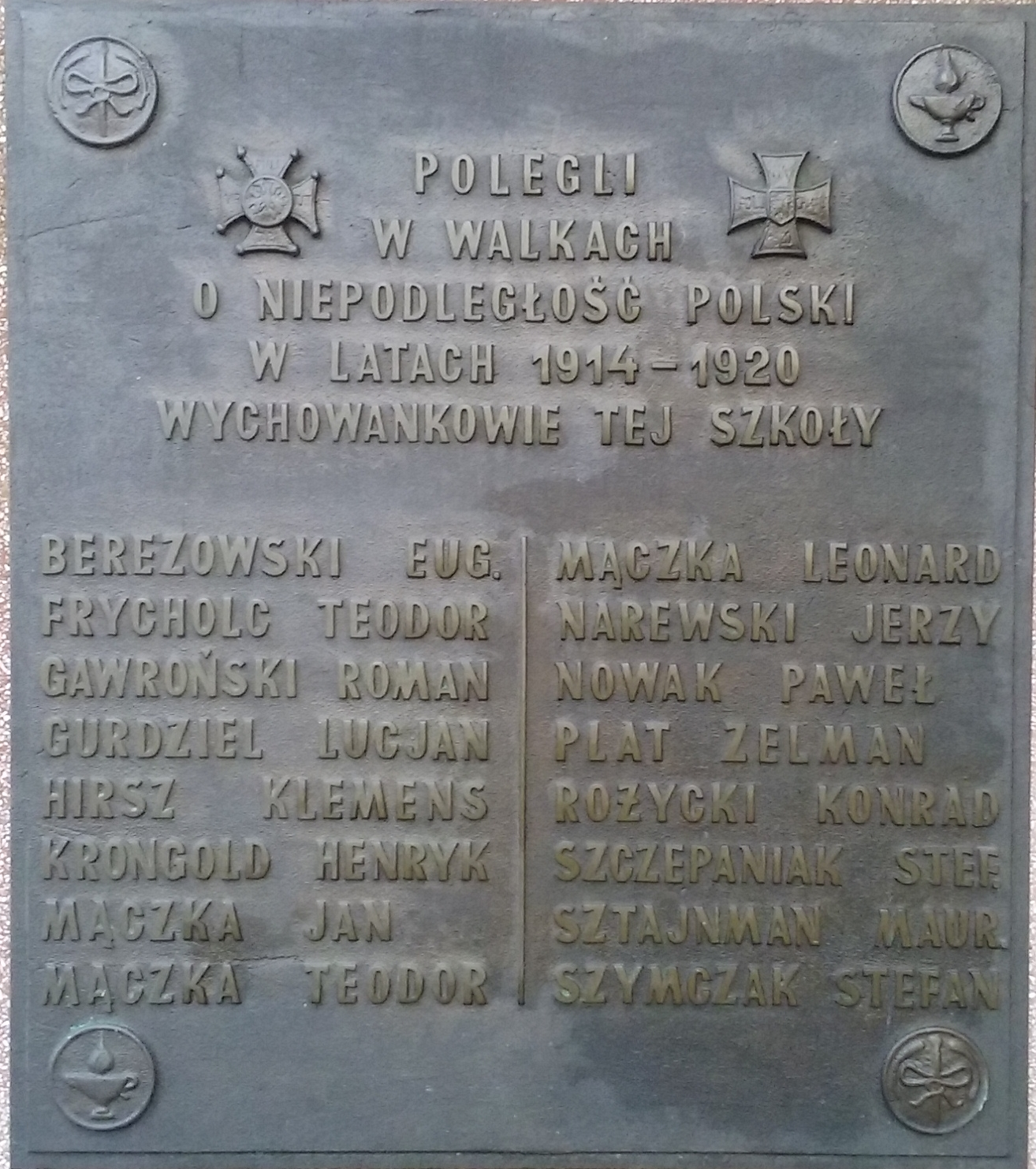
Tablica upamiętniająca uczniów poległych w I wojnie światowej i wojnie z Rosją z 1919 roku

W roku szkolnym 1914/1915, w roku wybuchu I wojny światowej, szkoła nie została otworzona, ponieważ było zbyt mało uczniów. Na krótko budynek szkolny został przekształcony na szpital. Szkołę udało się uruchomić się w rok później. W 1917 zmieniono ją w ośmioklasowe Gimnazjum Filologiczne. Od 1922 dyrektorem został Adam Pawłowski, który tę funkcję pełnił do wybuchu II wojny światowej. W 1922 roku została przekształcona na Gimnazjum Humanistyczne Stowarzyszenia Kupców. W 1937 uzyskano koncesję na prowadzenie Liceum Ogólnokształcącego – humanistycznego i matematyczno-fizycznego.

### Podczas II wojny światowej

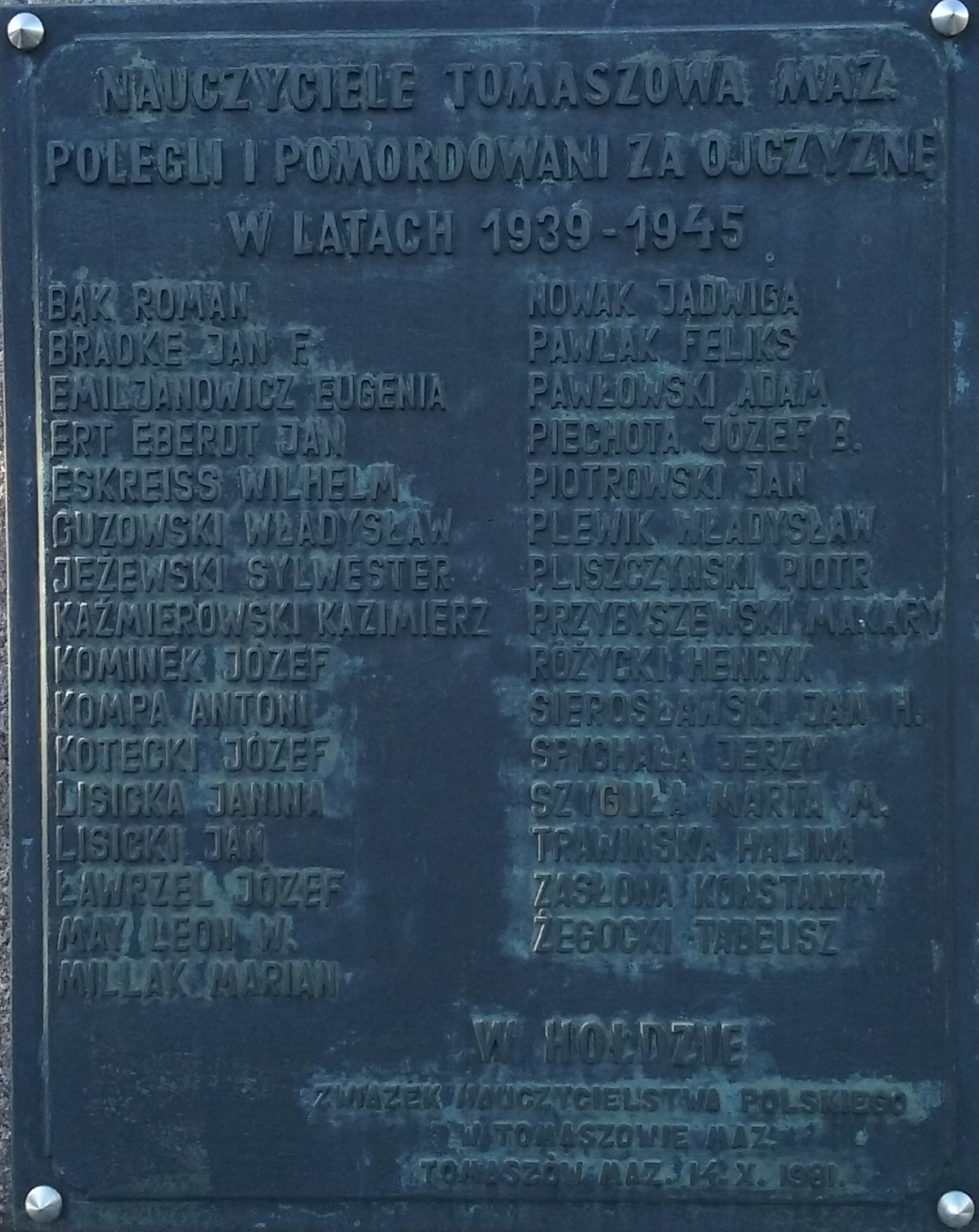
Tablica pamiątkowa przed liceum, upamiętniająca część inteligencji tomaszowskiej (w tym nauczycieli szkoły), wymordowanych przez Niemców między 1939 a 1945 rokiem

Po wybuchu II wojny światowej profesorowie szkoły prowadzili tajne nauczanie. W 1940 został aresztowany wraz z rodziną dyrektor Adam Pawłowski. Zginął w 1942 roku zamordowany przez Niemców w obozie Dachau. W Dachau Niemcy zamordowali także profesora Leona Maya.

### Po wojnie
Tomaszów Mazowiecki został zajęty przez Armię Czerwoną 18 stycznia 1945 roku, a już 21 lutego 1945 roku dyrektor Antoni Jargocki powołał pierwszą jawną radę pedagogiczną. 27 czerwca 1945 roku rozdano pierwsze siedemnaście świadectw dojrzałości licealistom których edukacja odbywała się jeszcze podczas tajnego nauczania. W 1972 roku utworzono klasy o profilu sportowym, a w 1977 roku szkoła wzbogaciła się o salę gimnastyczną. W 2013 roku szkoła uroczyście obchodziła 110 lat istnienia. W wakacje 2021 roku, przeprowadzono gruntowny remont instalacji grzewczej wart 767 tysięcy złotych. We wrześniu 2021 w liceum odbyła się wojewódzka inauguracja roku szkolnego.

### Nazwy szkoły od 1903
- 1903–1914 – Siedmioklasowa Szkoła Handlowa w Tomaszowie Rawskim
- 1914–1917 – Szkoła Handlowa Stowarzyszenia Kupców w Tomaszowie Rawskim
- 1917–1922 – Ośmioklasowe Koedukacyjne Gimnazjum Filologiczne Stowarzyszenia Kupców w Tomaszowie Rawskim
- 1923–1924 – Ośmioklasowe Humanistyczne Koedukacyjne Gimnazjum Stowarzyszenia Kupców w Tomaszowie Mazowieckim
- 1924–1933 – Gimnazjum Humanistyczne Stowarzyszenia Kupców w Tomaszowie Mazowieckim
- 1933–1939 – Gimnazjum i Liceum Humanistyczne Stowarzyszenia Szkolnego w Tomaszowie Mazowieckim
- 1940–1944 – Konspiracyjne Gimnazjum i Liceum Humanistyczne w Tomaszowie Mazowieckim (tajne nauczanie)
- 1945–1948 – I Państwowe Koedukacyjne Gimnazjum i Liceum
- 1948–1950 – I Państwowe Gimnazjum Koedukacyjne
- 1950–1972 – I Liceum Ogólnokształcące
- 1972 – I Liceum Ogólnokształcące im. Jarosława Dąbrowskiego[7]

## Profile kształcenia
- Klasa politechniczna (przedmioty rozszerzone: matematyka, informatyka, fizyka);
- Klasa lingwistyczna (język polski, język angielski, język niemiecki);
- Klasa medyczna (biologia, chemia, język angielski);
- Klasa prawno-dyplomatyczna (wiedza o społeczeństwie, geografia, język angielski);
- Klasa ekonomiczna (geografia, matematyka, język angielski)[15].

## Osiągnięcia
Każdego roku wielu uczniów bierze udział w olimpiadach przedmiotowych i konkursach. Każdego roku wśród licealistek i licealistów ILO są również stypendystki i stypendyści Prezesa Rady Ministrów.
- II miejsce w Ogólnopolskim Konkursie Matematycznym „Preteksty”[17];
- III miejsce w Ogólnopolskim Konkursie Ekologicznym „Eko-planeta”;
- III miejsce w konkursie „Konstytucja Rzeczpospolitej, moja Konstytucja”;
- I i II miejsce w konkursie informatycznym „Moja strona www” organizowanym przez WSG w Bydgoszczy;
- II miejsce w konkursie na najlepszy uczniowski program komputerowy organizowanym przez WCKZ i PN w Łodzi;
- II miejsce w konkursie „Grafkom 2008” w kategorii grafiki komputerowej organizowanym przez MDK w Bydgoszczy;
- X miejsce w V edycji dyktanda z języka angielskiego organizowanego przez WSHE w Łodzi;
- I miejsce w Ogólnopolskim Konkursie Literackim „O literacki laur Arbuza” w kategorii poezji;
- V miejsce w V edycji Ogólnopolskiego Konkursu Wiedzy o Niemczech i Języku Niemieckim „Niemcy bez tajemnic”;
- I miejsce w Ogólnopolskim Finale konkursu marynistycznego w kategorii „Wiedza o Pomorzu Zachodnim” na szczeblu województwa;
- II miejsce w Ogólnopolskim Finale konkursu marynistycznego w kategorii „Wiedza o Morzu”;
- III miejsce w Ogólnopolskim Konkursie Prawniczym „Ile praw, ile obowiązków, ile wolności dla małolatów”;
- „Szkoła roku 2018” w powiecie tomaszowskim, w plebiscycie organizowanym przez „Dziennik Łódzki”[18]
- Finalista Ogólnopolskiego Konkursu Wiedzy o Podatkach[19];
- I miejsce dla drużyny dziewcząt z I LO w Mistrzostwach Województwa Szkół Ponadgimnazjalnych w piłce siatkowej w 2020 roku. Szkolną drużynę przygotowywał wieloletni pedagog kultury fizycznej w ILO, trener miejskiego klubu Lechia 1923 – Krzysztof Włosek[20].
- Szymon Górecki – laureat szczebla regionalnego w konkursie recytatorskim „Niektórzy lubią poezję”[21].
- W marcu 2023 roku wicemistrzostwo Polski w piłce siatkowej juniorów. W ramach miejskiego klubu Lechia 1923 – dziewięciu zawodników z czternastoosobowej drużyny to uczniowie szkoły[22].

Wśród uczniów szkoły są także:
- stypendyści projektu „Łódzki Regionalny Program Wspierania Młodzieży Szczególnie Uzdolnionej” współfinansowanego przez Unię Europejską;
- reprezentantka województwa na II Kongresie „Młodych Matematyków Polskich”;
- finaliści Olimpiady Naukowej „Cyberindeks”;
- zwycięzca III edycji Ogólnopolskiego Konkursu Informatycznego „Mapa zabytków sakralnych Polski” organizowanego przez Regionalne Centrum Innowacji Microsoft w Lublinie;
- finalista XXXI ogólnopolskiego turnieju recytatorskiego literatury regionalnej;
- laureatka nagrody Instytutu Teatralnego im. Zbigniewa Raszewskiego w Warszawie za scenariusz i reżyserię spektaklu „Stres”, który otrzymał Złotą Maskę na Tomaszowskich Teatraliach;
- Finalista III Wojewódzkiego Konkursu Matematycznego im. prof. Włodzimierza Krysickiego, organizowanego przez Politechnikę Łódzką;
- złoci medaliści Mistrzostw Polski Szkół w E-Sporcie[23];
- laureat stypendium naukowego III stopnia Marszałka Województwa Łódzkiego Grzegorza Schreibera[24]
- brązowa medalistka podczas Pucharu Świata w łyżwiarstwie szybkim we włoskim Collalbo – Aleksandra Kapruziak, wcześniej wielokrotna złota medalistka Mistrzostw Polski Juniorów. Uczestniczka olimpiady młodzieży w Innsbrucku w 2012 roku[25][26][27]. W 2015 roku jeszcze jako licealistka, Kapruziak została najpopularniejszym sportowcem w plebiscycie portalu NaszTomaszów.pl[28].
- Marcel Hendzelewski –  członek kadry Polski U-19 w piłce siatkowej chłopców. W czerwcu 2021 roku wywalczył z drużyną KS Lechia 1923 Tomaszów Mazowiecki Mistrzostwo Polski Juniorów Młodszych oraz został wybrany MVP turnieju. Wywalczył również srebrny medal Mistrzostw Polski w piłce plażowej w kategorii juniorów młodszych[29].

Krzyż Pro Mari Nostro. 10 lutego 2010 roku odbyły się w Pucku obchody 90. rocznicy zaślubin Polski z morzem. Podczas uroczystości I Liceum w Tomaszowie zostało uhonorowane Krzyżem Pro Mari Nostro. Wyróżnienie szkoła otrzymała z rąk prezydenta RP Lecha Kaczyńskiego na wniosek Kapituły Wyróżnień Zarządu Głównego Ligi Morskiej i Rzecznej w „dowód uznania i szacunku za wspólne dzieło na rzecz Polski Morskiej”. Przy szkole działa Szkolne Koło LMiR, prowadzone przez historyka i żeglarza – Wojciecha Małagockiego.

## Rankingi
| Rok                 | 2012 | 2013 | 2014 | 2015 | 2016 | 2017 | 2018 | 2019 | 2020 | 2021 | 2022 | 2023 | 2024 | 2025 |
| ------------------- | ---- | ---- | ---- | ---- | ---- | ---- | ---- | ---- | ---- | ---- | ---- | ---- | ---- | ---- |
| Województwo łódzkie | 33   | 29   | 38   | 30   | 22   | 34   | 37   | 31   | 34   | 33   | 27   | 32   | 41   | 24   |
| Polska              | 424  | 398  | 459  | 364  | 252  | 381  | 468  | 433  | 513  | 447  | 319  | 426  | 565  | 389  |

### Wyniki matur w czasie pandemii
W 2021 roku, po ponad roku pandemii COVID–19, w I LO im. J. Dąbrowskiego w Tomaszowie Mazowieckim egzamin maturalny zdało 97% abiturientek i abiturientów, przy średniej wojewódzkiej 72,8% (wśród liceów 78,6%), i średniej krajowej 74,5% (wśród liceów 81%).

### Inne
W 2022 roku liceum znalazło się na siódmym miejscu w województwie łódzkim w rankingu fundacji „Zwolnieni z teorii”, jako szkoła wspierająca uczniów w rozwoju kompetencji przyszłości i w działaniu społecznym. W klasyfikacji ogólnopolskiej I LO zajęło  159. miejsce.

## Współpraca międzynarodowa

### Wymiana młodzieży z Izraelem
Liceum uczestniczy w programie obejmującym wymianę młodzieży z izraelskim Petah Tykva. W 2011 roku szkołę odwiedził były ambasador Izraela w Polsce, profesor Szewach Weiss.

### Doskonalenie zawodowe nauczycieli za granicą
W ramach programu Erasmus+ nauczyciele I LO uczestniczą w wyjazdach studyjnych w Niemczech, Irlandii i Wielkiej Brytanii.

### Korpus Pokoju
W latach dziewięćdziesiątych oprócz polskich nauczycielek języka angielskiego w I LO uczyły również lektorki z Wielkiej Brytanii. Ich pobyt w Tomaszowie odbywał się ramach programu Korpusu Pokoju Zajęcia z native speakerami w I LO odbywały się podczas niektórych godzin lekcyjnych oraz podczas bezpłatnych, grupowych konwersacji po lekcjach. Współpraca przebiegała na tyle dobrze, że szkoła zorganizowała wówczas kilka wycieczek do Anglii na zaproszenie wolontariuszek Korpusu. Podczas wakacji młodzież mieszkała w angielskich szkołach i w domach brytyjskich rodzin.

### Łączy nas Europa
Od 2019 roku uczniowie liceum biorą udział w programie „Łączy nas Europa”, w ramach którego zorganizowano dotychczas spotkania z młodzieżą z Czech.

## Ogólnopolskie projekty realizowane przez szkołę

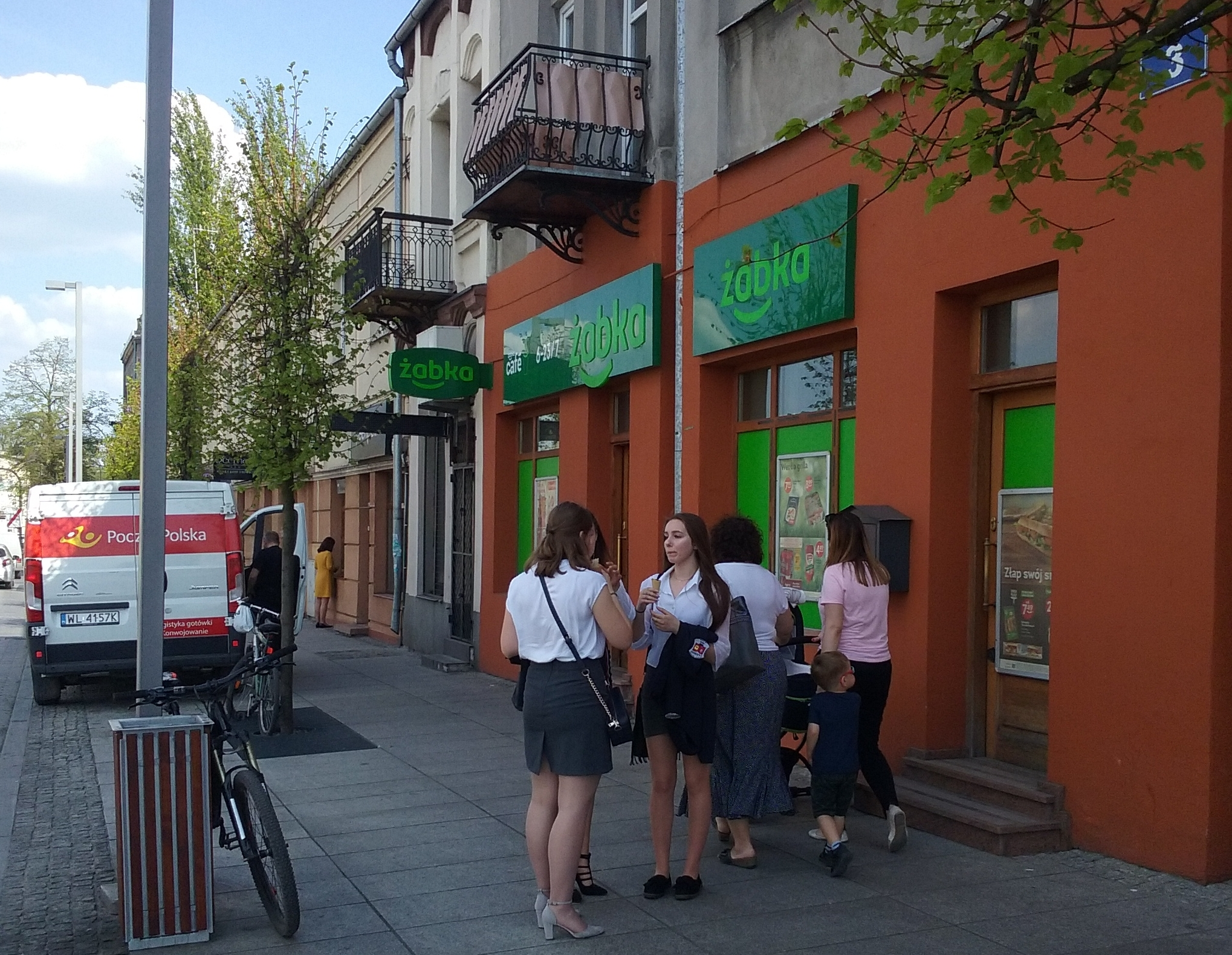
Licealistki I LO (2019)

- Program Leonardo Da Vinci pt. „Nowe trendy w zakresie wykorzystania mediów na rynku niemieckim” realizowany w ramach projektu „Uczenie się przez całe życie”;
- Projekt „Me, my school, my town, my region” – realizowany w ramach programu „Uczenie się przez całe życie” na platformie internetowej e-Twinning;
- Projekt e-Pogotowie Matematyczne współfinansowany ze środków Unii Europejskiej w ramach Europejskiego Funduszu Społecznego;
- Porozumienie o współpracy przy projekcie „Enter Your Future” z organizacją pożytku publicznego AIESEC Polska;
- Konkurs Piosenki Rosyjskiej[62];
- „Zdolny uczeń, świetny student” (we współpracy z Uniwersytetem Łódzkim)[63];
- „Młodzieżowy Parlament Europejski” – wizyty studyjne w instytucjach Unii Europejskiej[64];
- „Sadzimy las pełen energii” (we współpracy z Polską Grupą Energetyczną)[65];
- Memoriał szachowy im. Jana Wijaczki[66];
- Akademickie Targi Edukacyjne (w 2019 roku na terenie I LO, z udziałem 18 uczelni z Warszawy, Łodzi, Poznania, Kielc i Tomaszowa Mazowieckiego)[67];
- Szkolne Koło Ligi Morskiej i Rzecznej[68];
- Szkolne Koło Polskiego Czerwonego Krzyża[69];
- Festiwal Nauki[70];
- „Kompetencje XXI wieku” wraz z Wydziałem Neofilologii Uniwersytetu Warszawskiego[71].
- Międzynarodowy Konkurs Matematyczny „KANGUR”[72]

## Współpraca ze światem akademickim

### Uniwersytet Łódzki i Politechnika Łodzka
Szkoła ma podpisane porozumienie z Uniwersytetem Łódzkim oraz z Wydziałem Fizyki Technicznej, Informatyki i Matematyki Politechniki Łódzkiej, dzięki którym uczniowie klas matematyczno-informatycznych są objęci patronatem tych uczelni.

### Uniwersytet Medyczny w Łodzi
Szkoła została objęta patronatem uczelni, a we wrześniu 2020 roku w liceum otwarto nowoczesną pracownie biologiczną wyposażoną kosztem 42 tysięcy złotych. O patronacie zdecydowały wysokie noty absolwentów ILO na studiach na UMŁ.

### Uniwersytet im A. Mickiewicza w Poznaniu
I LO jest również jedną ze szkół partnerskich Wydziału Anglistyki i Wydziału Dziennikarstwa i Nauk Politycznych Uniwersytetu im. A. Mickiewicza w Poznaniu.

### Szkoła Główna Gospodarstwa Wiejskiego w Warszawie
Szkoła blisko współpracuje również z Wydziałem Nauk Ekonomicznych Szkoły Głównej Gospodarstwa Wiejskiego w Warszawie.

### Wojskowa Akademia Techniczna w Warszawie
Od 2024 roku liceum ma podpisane porozumienie o współpracy z Wojskową Akademią Techniczną w Warszawie.

## Dyrektorzy i dyrektorki szkoły
- 1903– 1905 – J.P. Dobrowolski;
- 1905–1906 – Ludwik Kowalczewski;
- 1906–1908 – Paweł Byczkowski;
- 1908–1910 – Ludwik Zawadzki;
- 1910–1914 – Eugeniusz Kiernożycki, Rada Opiekuńcza;
- 1914–1916 – Paweł Byczkowski;
- 1916–1919 – Michał Pokrzywnicki;
- 1919–1922 – Wacław Antosiewicz;
- 1922–1939 – Adam Pawłowski;
- 1939 – Maksymilian Lembke (podczas okupacji szkoła działała od października do grudnia);
- 1939–1945 – Tadeusz Grębecki (tajne nauczanie);
- 1945–1948 – Antoni Jargocki;
- 1948–1951 – Zdzisław Sosnowski;
- 1951–1953 – Józef Ceglarz;
- 1953 – Zofia Grębecka;
- 1953–1954 – Stefania Zabiegała;
- 1954–1959 – Ryszard Rudolf;
- 1959–1967 – Zdzisław Piotrowski;
- 1967–1970 – Helena Świtkowska;
- 1970–1976 – Antoni Kozik;
- 1976–1989 – Tadeusz Kawka;
- 1989–1994 – Zbigniew Knap;
- 1994–1995 – p.o. dyr. Janina Glinka;
- 1995–2006 – Marek Hertel;
- od roku 2006 – Ewa Męcina.

## Znani uczniowie i absolwenci

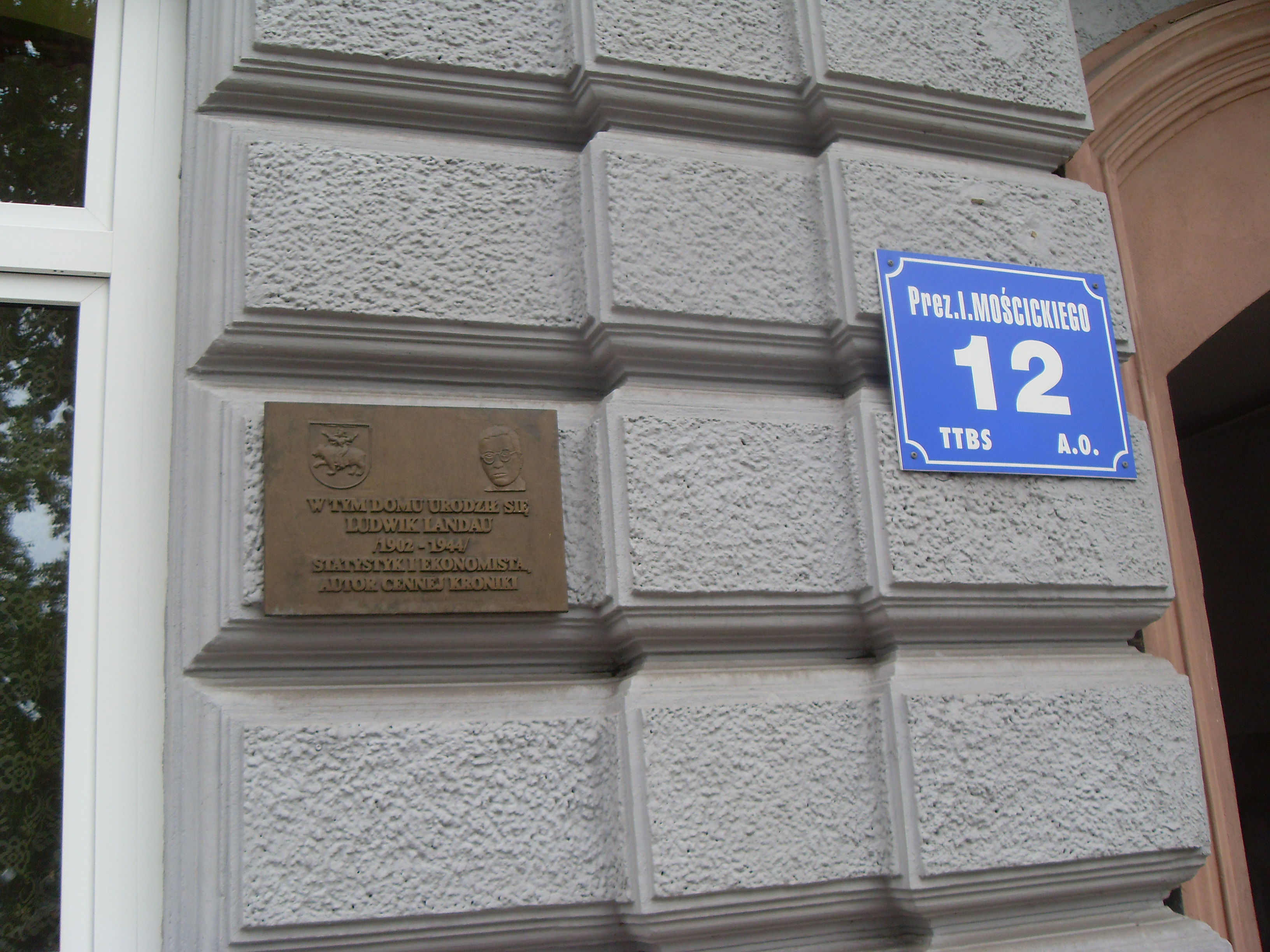
Tomaszów Mazowiecki, tabliczka upamiętniająca statystyka Ludwika Landaua

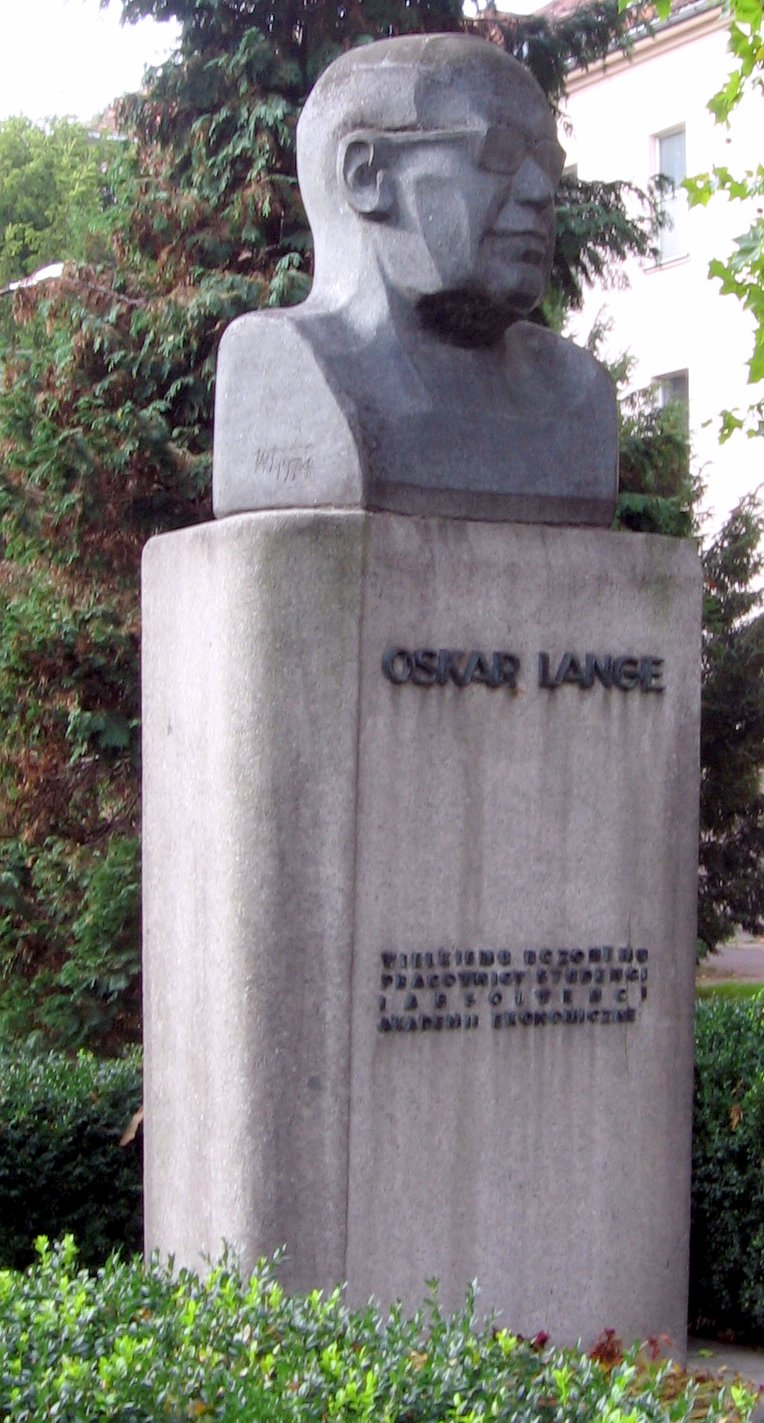
Popiersie Oskara Langego przed Uniwersytetem Ekonomicznym we Wrocławiu. Przez wiele lat Lange był patronem całej uczelni

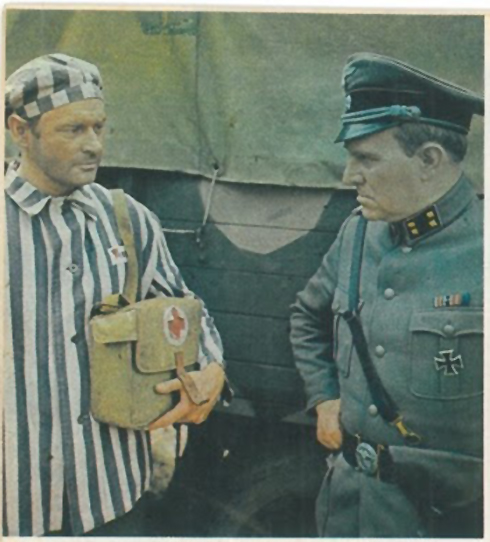
Janusz Bylczyński (po prawej) ze Stanisławem Mikulskim na planie fimu „Ostatni świadek” (1969)

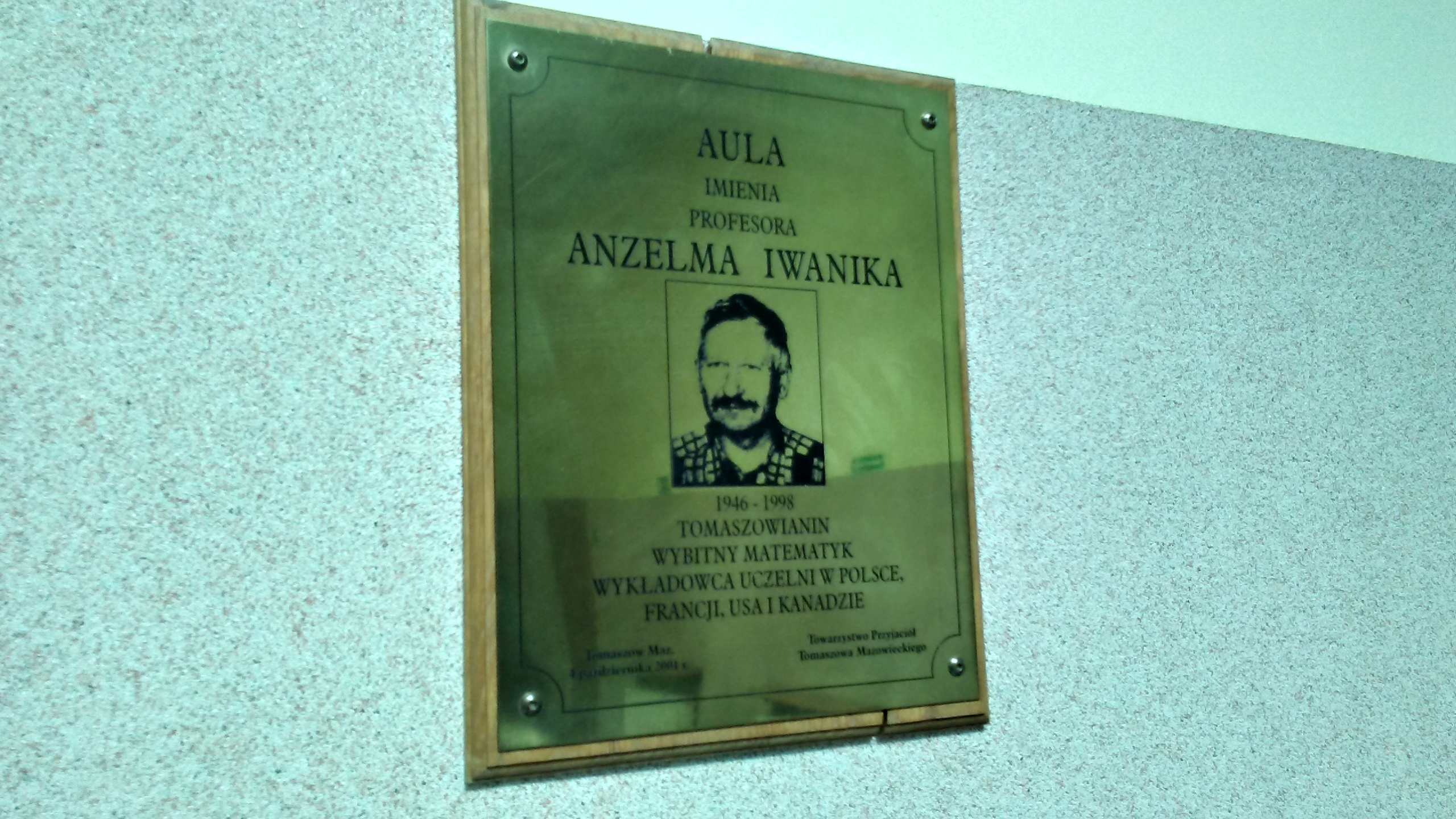
Tabliczka upamiętniająca matematyka Anzelma Iwanika przed aulą jego imienia w filii Uniwersytetu Łódzkiego w Tomaszowie Mazowieckim

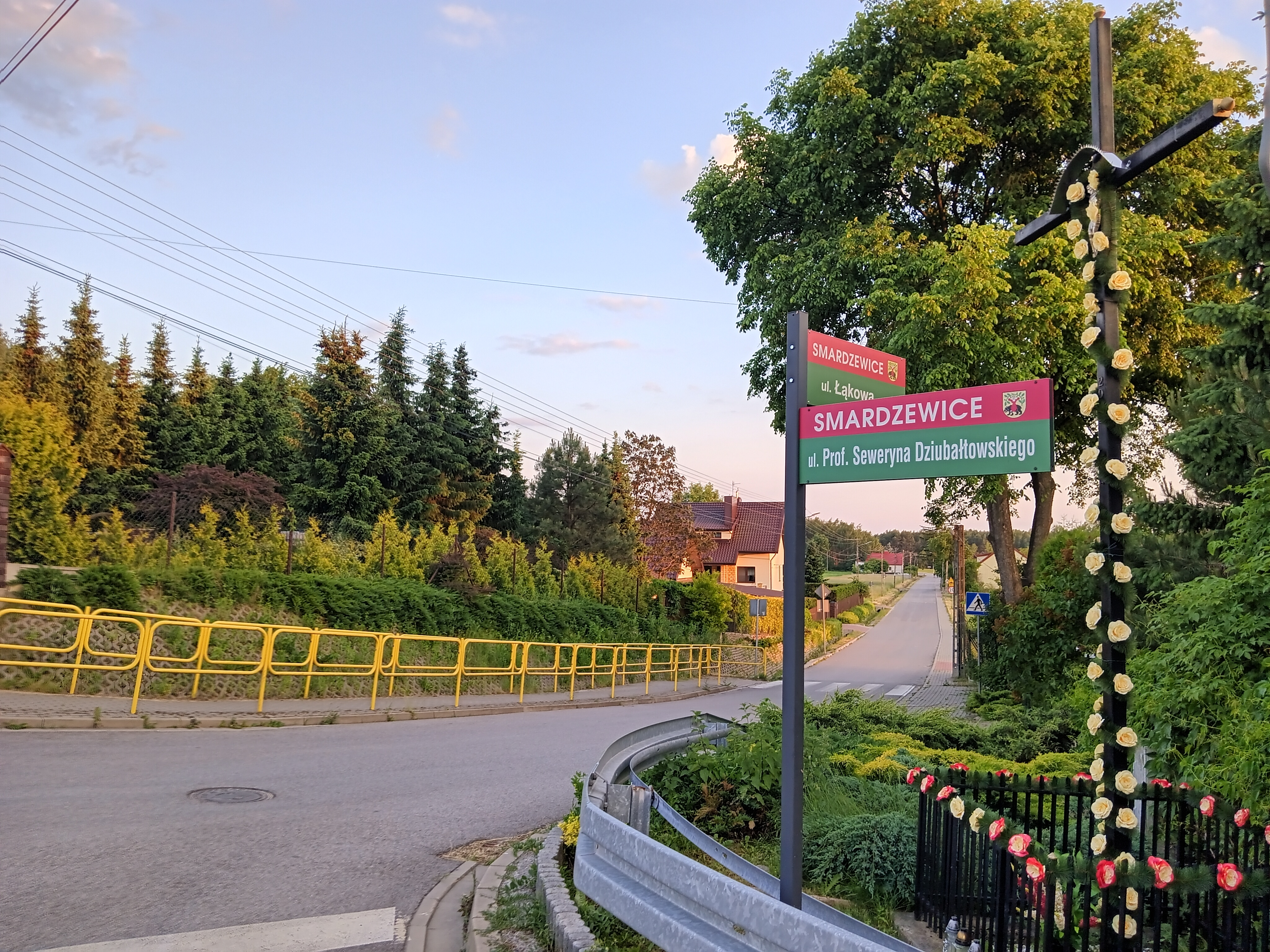
Skrzyżowanie ulic profesora Seweryna Dziubałtowskiego i Łąkowej w Smardzewicach

- Barbara Czaplewska-Wandelt[79];
- Tomasz Bąk;
- Przemysław Burchard[8];
- Kinga Burzyńska[80][81];
- Janusz Bylczyński;
- Maria Ciach;
- Paweł Chmielewski[82];
- Tadeusz Chmielewski;
- Seweryn Dziubałtowski;
- Tomasz Frazik[83][84];
- Teresa Gabrysiewicz;
- Jan Gajda[85][86][87];
- Bogdan Galwas[88][89];
- Wiesław Gawłowski;
- Jacek Gruszczyński;
- Anzelm Iwanik;
- Witold Jarno;
- Jagoda Jasnowska[90][91];
- Aleksandra Kapruziak[92][93][94][95];
- Tatiana Kauczor;
- Andrzej Kobalczyk;
- Ludwik Maurycy Landau;
- Oskar Lange;
- Arkadiusz Lechowicz;
- Włodzimierz Malczewski;
- Maria Nartonowicz-Kot;
- Małgorzata Moskwa-Wodnicka[96];
- Bartosz Niegrzybowski[97][98];
- Tomasz Opoka;
- Sebastian Pawlik[99][100];
- Leokadia Pośpiechowa;
- Wiesław Pusz[101][102][103];
- Wojciech Rytter;
- Kamil Składowski[104][105][106];
- Tomasz Śmiałek;
- Stanisław Stachowski;
- Jaropełk Stępniewski[107];
- Włodzimierz Stępniewski[108];
- Krzysztof Szmidt[109][110][103];
- Andrzej Szuster;
- Neonila Szeszenia-Dąbrowska[111][112][113][114][103];
- Marzenna Szlenk-Iliewa;
- Wanda Świątkowska[115][116][117][118][103];
- Jakub Tomanek[119][103];
- Barbara Wachowska-Bąbol;
- Adrian Witczak;
- Krzysztof Tomasz Witczak;
- Rafał Zagozdon.